# Громуха (Вологодская область)
Громуха — деревня в Кирилловском районе Вологодской области.
Входит в состав Николоторжского сельского поселения, с точки зрения административно-территориального деления — в Николо-Торжский сельсовет.
Расстояние по автодороге до районного центра Кириллова — 27 км, до центра муниципального образования Никольского Торжка — 2 км. Ближайшие населённые пункты — Паньково, Рассвет, Сяминское.
По переписи 2002 года население — 3 человека.